# よい子の味方 〜新米保育士物語〜
『よい子の味方 〜新米保育士物語〜』（よいこのみかた しんまいほいくしものがたり）は、2003年1月18日から3月15日まで毎週土曜日21:00 - 21:54に日本テレビ系の「土曜ドラマ」枠で放送された日本のテレビドラマ。嵐の櫻井翔の連続ドラマ初主演作。

## あらすじ
新人の男性保育士を題材にしたドラマ。主人公の鈴木太陽は幼少期に母と死別した事が動機で保育士を志す。新人ゆえに些細な失敗も繰り返したり、男性ならではの独自の教育方法で最初は先輩の女性保育士たちから反感を買ってしまうが徐々に理解が得られていく。周りの同僚や利用者の家族に助けられながら成長して行くというストーリーである。

## キャスト

### ひまわり保育園
保育士は園長の吉川貴代子以外、下の名前で「〇〇先生」と呼ばれている。
鈴木 太陽（すずき たいよう）
演 - 櫻井翔（嵐）（幼少時代：齋藤隆成）
主人公。3歳の時に両親を事故で亡くした。おじいちゃん先生にもう一度笑うことを教えてもらい、5歳の時に保育士になることを目標にした。1月から代理としてひまわり保育園で働く。仕事中に着ているエプロンには、笑顔のお日さま（自身と同じ名前の、太陽）が刺しゅうされている。
本来ならば卒園式までの雇用だったが静香と貴代子のおかげで、ひまわり保育園に再雇用される。
三田 静香（みた しずか）
演 - 松下由樹
主任保育士。保育士を未だに「保母」と呼ぶなど、保育士は女性にしか務まらないと思っているため吉川が男性保育士を受け入れたことが面白くなく、主人公に厳しくあたる。しかし、彼女自身も思春期の息子との接し方に悩んでいた。
太陽が保育園に赴任してから、息子・和彦をはじめ、園児や保護者達に様々な変化を与えてくれたことから、彼の再就職先の保育園をこっそり探していた。
坂井 美奈子（さかい みなこ）
演 - 吹石一恵
バラ組の担任。太陽の指導係でもある。
母親から結婚をせがまれ、さらに自分の手違いでリナの宝物を区役所に寄贈する段ボールの中に入れてしまい、保育士に向いてないのだろうかと葛藤するが、太陽と共に血眼なって見つけ出し、お礼をいわれ自信を取り戻し、見合いの話も断った。
第4話では、ダイスケが『大きな栗の木の下で』を踊り出すまで、出だし（ドードレミミソミミレレド）を弾き続けてくれという太陽の頼みに応えた。
吉川 貴代子（よしかわ きよこ）
演 - 吉田日出子
園長先生。ひまわり保育園に新しい風を吹き込みたいという理由で、主任の静香の反対を押し切り、太陽を保育士に採用する。
最終回で静香が密かにやっていたことに気づいており、太陽を再雇用する。
以下の5人と美奈子は「キッチンすみれ」の常連で、そこで日頃の愚痴をこぼしている。
横山 さゆり（よこやま - ）
演 - 濱田マリ
5人の中ではリーダー格。卒園式には袴を着た。
田中 りえ（たなか - ）
演 - 松嶋尚美（オセロ）
関西出身らしく、関西弁を話す。
新井 えりか（よこやま - ）
演 - 板谷由夏
長身で眼鏡をかけている。
小島 かおる（こじま - ）
演 - 矢沢心
大本 るみ（おおもと - ）
演 - 乙葉
どちらも若手のため、保護者の玉の輿を狙っている。

#### バラ組園児
年長保育クラスで、3月に卒園予定。
宮本 ケンタ（みやもと ケンタ）
演 - 鎌田拓充
ジャングルジムに登ることに挑戦するが靴についた太陽から貰ったシールを取ろうとして落下し、肩を脱臼する。ジャングルジムに登るよう命令したと落ちたことを太陽のせいにするが後に自分が嘘をついたことを太陽に謝罪し和解する。
卒園を前に父の転勤のため、引越しをしようと準備を進めているがケンタはみんなと別れるのが嫌で、宝物である電車で一人で遊ぶ。宝物の電車を太陽に渡し、友達とけんかをしたまま保育園を去ったが太陽とバラ組全員で引越しの日に笑顔で別れた。将来の夢は保育士。
太陽が最初に深く関わった園児だったが、ひまわり保育園を卒園できなかった。
早瀬 マリナ（はやせ マリナ）
演 - 上野一舞
新園児。母親はシングルマザーで看護師をしていることから将来の夢は母のような看護師。
第6話で、父親がいないということもあり人一倍太陽を慕い、保育士たちからは「初恋なのでは？」といわれていた。おじいちゃん先生の急死により心ここに在らずだった太陽に彼が描いた「大好きな人」（おじいちゃん先生）の絵を破かれ、泣いてしまうが、復帰前にセロハンテープを貼って直しており、彼に返した。
伊藤 リナ（いとう リナ）
演 - 日高里菜
ブブちゃんというブランケットをいつも所持している。これがないと眠れない。
美奈子の手違いによりブブちゃんをなくされてしまい「大っ嫌い！」と怒鳴るが、彼女と太陽が何とか探し出し、美奈子が見つけ出してくれたと知った時は「美奈子先生、大好き!!」といった。
早川 ダイスケ（はやかわ ダイスケ）
演 - 森下翔梧
運動会でもお楽しみ会でも皆と一緒に参加することを拒否していたが、太陽の働きかけで母親がお楽しみ会で『手のひらを太陽に』をほかのお母さんたちと踊った。それがきっかけとなり、みんなと『大きな栗の木の下で』を一緒に踊ることができた。
後藤 マイ（ごとう マイ）
演 - 浦岡桃子
母親はマイが生まれてすぐに亡くなった。泥んこ遊びが太好き。
最終回に、公園で熊井とぶつかってしまうが、沢田から「このお兄ちゃんは恐くない」といわれ熊井の方もニッコリ微笑んだので、安心した。
進藤 歩（しんどう あゆむ）
演 - 當間竣
進藤泉水の息子。思春期の兄がいる。
泉水が教育ママのため、ばら組の中では真面目な園児。
みやまい アキ
女の子。第5話で、うさぎのミミコを抱っこした。将来の夢は獣医。
にった ユウヤ
演 - 成田翔吾
ゆうき
演 - 依田悠希
かれん
演 - 美山加恋
まゆこ
演 - 福田麻由子
- 石田未来
- 小坂諒
- 瀬川有太郎
- 箱田尚一郎
- 牧野大成
- 山田陽
- 近藤真由
- 甲野優美
- 左近香澄
- 杉山りん
- 田村未奈美
- 中村侑希子
- 浜名彩香
- 守山玲愛
- 渡部遥

重要な話に登場する園児には役名が与えられている（伊東 リナは下の名前の読みが同じ）が、そのまま下の名前が役名になっている園児が多い。なお、進藤歩のみ卒園証書に名前が載っているため、フルネームの漢字が明確になっている。

### その他
三田 和彦（みた かずひこ）
演 - 落合扶樹
静香の息子。
佐々木 修造（ささき しゅうぞう）
演 - 遠藤章造（ココリコ）
太陽の幼馴染でニックネームは「修ちゃん」。子供の頃の夢であった警察官になった。美奈子に一目惚れしている。
小池 良平（こいけ りょうへい）
演 - 田山涼成
太陽が下宿することになった食堂「キッチンすみれ」の主人。すみれには頭が上がらず、いわゆる恐妻家である。
小池 すみれ（こいけ - ）
演 - 森公美子
「キッチンすみれ」の夫人。料理がとても上手い。
進藤 泉水（しんどう いずみ）
演 - 大島さと子
歩の母で、ひまわり保育園婦人会会長。静香同様、男性保育士の採用に反対していた。また、彼女も歩の兄の反抗期ぶりに相当落ち込んでいた。
坂井 多佳子（さかい たかこ）
演 - 朝加真由美
美奈子の母。美奈子に帰省をして見合いをし、早く結婚するよう促す。
村林 完一（むらばやし かんいち）
演 - 藤村俊二
愛称・おじいちゃん先生。あおぞら保育園の園長で、3歳で両親を亡くし、天涯孤独になった太陽と修造に、夢と希望を与えた恩師で、いつしか太陽も彼のような一人前の男性保育士を目指していた。第6話で、病院で再会するが、突然容体が急変し、一人前としての太陽の保育士姿を見ることなくそのまま急逝した。なお、貴代子の恩師でもある。
桑田 ミツオ（くわた ミツオ）
演 - 金子貴俊
修造の飲み友達。
桑田 なな
演 - 森迫永依
ひまわり保育園に通うミツオの娘。バラ組ではない。
イクエ先生
演 - 高田聖子
産休をとっていたひまわり保育園の先生。ユキエを出産し、4月から復職予定。
嵐のメンバーがカメオ出演している。第7話に相葉雅紀が俣木晃 役（「介護家族―花、咲きまっか―」で演じた役）、第8話に大野智が大野智 役（クレームエージェント嵐の社員）、最終回には松本潤が沢田慎 役（日本テレビ系列『ごくせん』で演じた役）として出演。ただ、二宮和也は同時期にフジテレビで放送されていた連続ドラマ『熱烈的中華飯店』に出演していたためスケジュールの都合で唯一このドラマには出演しなかった。

### ゲスト
第1話
- 宮本 和美（ケンタの母） - 木村多江

第2話
- 早瀬 由里（マリナの母） - 櫻井淳子

第3話
- 伊藤 真美（リナの母） - 春野恵子

第4話
- 早川 有子（ダイスケの母） - 戸田菜穂

キャリアウーマンで父母共々、保育園の行事に参加したことが全くない。
第5話
- 斎藤 直樹（教育実習生） - 安居剣一郎

教育実習のために1週間、ひまわり保育園にやって来た学生。太陽が指導係になるが、彼とは正反対に文武両道で生真面目。
名門保育園園長の跡取りであり、教育実習もそのための通過点としか考えておらず、「園児たちの立場になって考える」という、保育士にとって1番大切なことが分からずにいた。
教育実習最終日、うさぎ小屋の施錠を忘れたことにより、ミミコが脱走してしまう（元々これは、うさぎ小屋に入った園児がスコップを置き忘れたことが原因であり、太陽にも過失はある）。お迎えが始まる前に園の外まで探しに出た太陽と静香の言葉から、子供の頃に夢見た予想の保育園を思い出したことで初心に帰った（なお、ミミコは太陽が保育園に帰って来た直後に園の裏庭で見つかった）。
送別会では「太陽先生のような保育士になります！」といった。
第7話
- 後藤 周（マイの父） - 升毅

家事・育児は母・俊子に全て任せているが、娘と遊べる時は、言い訳を一切せずに遊ぶ良き父親。
俊子の体調不良により、いつまでも親任せにするのは限界だと感じ、マイのために見合いをする。
- 後藤俊子（マイの祖母） - 五月晴子

嫁が若くして亡くなったため、家事・育児は快く引き受けてきたが、体調不良で倒れてしまう。
第9話
- 飯塚 雅史（学校法人『育礼会』企画開発部 部長） - 小木茂光
- 宮本 篤 ‐ 宇納佑
- 熊井 輝夫（松本と同様『ごくせん』で演じた役） ‐ 脇知弘

沢田と下校中、公園でたまたま鬼ごっこをしていたばら組の園児・マイが自分の足元にぶつかったが、彼の家族にも小さい弟妹がいるので怒ることはなくニッコリ微笑んだ。その後、太陽とは比べ物にならない巨漢から園児たちからもみくちゃにされた。

## スタッフ
- 脚本 - 梅田みか
- 音楽 - 大島ミチル
- 主題歌：嵐「とまどいながら」（ジェイ・ストーム）
- 挿入歌：Ruppina「violet flow」（avex trax）
- TD - 高津芳英
- 撮影 - 木村祐一郎
- 照明 - 林広一
- 音声 - 岡田平次
- VE - 三浦錦也
- TM - 原泰造
- オープラン編集 - 高橋稔
- EED - 島田明徳
- TP - 秋山真
- MA - 大森良憲
- 選曲 - 藤村義孝
- 効果 - 岩本泰乃
- LP - 小林靖直
- オープニングタイトル - ナイス・デー
- CG - 美峰
- 美術 - 有尾達郎
- 美術進行 - 北川責啓
- 装置 - 松浦修
- 装飾 - 田川省信
- 衣装 - 茂木裕希江
- 持道具 - 木南さおり
- メイク - 斉藤睦
- 特殊効果 - 星野伸
- 電飾 - 深澤鷹三
- 縫具・硝子 - 佐藤正人
- 造園・生花 - 井上重行
- スタイリング協力 - 上山和子
- プロデューサー補 - 八巻薫、西澤桂
- チーフプロデューサー - 井上健
- プロデュース - 加藤正俊
- 演出 - 長沼誠
- 制作著作 - 日本テレビ

## 放送日程
| 各話                                     | 放送日        | サブタイトル                                                                                   | 視聴率 |
| ---------------------------------------- | ------------- | ---------------------------------------------------------------------------------------------- | ------ |
| 第1話                                    | 2003年1月18日 | 子供たちの笑顔のため!!男の新米保育士誕生                                                       | 13.4%  |
| 第2話                                    | 2003年1月25日 | シングルマザーの想い…                                                                          | 10.2%  |
| 第3話                                    | 2003年2月1日  | 先生なんか大っキライ!!                                                                         | 08.9%  |
| 第4話                                    | 2003年2月8日  | 新米保育士VSキャリア母                                                                         | 09.8%  |
| 第5話                                    | 2003年2月15日 | 最強のライバル男現る！                                                                         | 10.1%  |
| 第6話                                    | 2003年2月22日 | 突然の別れ…泣くな太陽                                                                          | 07.5%  |
| 第7話                                    | 2003年3月1日  | 父と娘…涙の泥んこ遊び                                                                          | 11.1%  |
| 第8話                                    | 2003年3月8日  | 保育士だって一人の母!!                                                                         | 10.7%  |
| 第9話                                    | 2003年3月15日 | 太陽先生やめないで…新米保育士涙の卒園式!! 子供心を持つ全ての人に贈る愛と勇気の物語感動の最終章 | 12.0%  |
| 平均視聴率 10.7%（ビデオリサーチ社調べ） |               |                                                                                                |        |

## 放映ネット局
- 日本テレビ - 新作と再放送
- NNS各局 - 新作と再放送
- 沖縄テレビ、テレビ大分、宮崎放送 - 新作のみ

## 関連商品
- よい子の味方 〜新米保育士物語〜DVD-BOX（2003年6月25日発売）
- 参考図書『たんぽぽ保育園カンタマン』萩岩睦美